# Lüchow-Schmarsauer Eisenbahn
| |                          |                             |                             |
| Streckennummer: | 9114                     |                             |                             |
| Kursbuchstrecke (DB): | 109m (1953), 109h (1969) |                             |                             |
| Kursbuchstrecke: | 183y (1934)              |                             |                             |
| Streckenlänge: | 17,2 km                  |                             |                             |
| Spurweite: | 1435 mm (Normalspur)     |                             |                             |
| |                          |                             |                             |
| \| \| \| von Wustrow \| \| \| \| \| \| \| \| \| 0,0 \| Lüchow Süd, Lüchow \| Lüchow Süd, Lüchow \| \| \| \| nach Dannenberg \| \| \| \| 3,8 \| Woltersdorf (Kr Dannenberg) \| Woltersdorf (Kr Dannenberg) \| \| \| 6,1 \| Oerenburg \| Oerenburg \| \| \| 7,3 \| Thurau \| Thurau \| \| \| 9,6 \| Lichtenberg (Kr Dannenberg) \| Lichtenberg (Kr Dannenberg) \| \| \| 12,2 \| Schweskau \| Schweskau \| \| \| 13,6 \| Prezier \| Prezier \| \| \| 14,7 \| Großwitzeetze \| Großwitzeetze \| \| \| 16,2 \| Bockleben \| Bockleben \| \| \| 17,2 \| Schmarsau (Lemgow) \| Schmarsau (Lemgow) \| |                          |                             |                             |
| Strecke (außer Betrieb) |                          | von Wustrow                 | von Wustrow                 |
| Abzweig geradeaus und nach links (Strecke außer Betrieb) · Abzweig geradeaus und von rechts (Strecke außer Betrieb) |                          |                             |                             |
| Bahnhof (Strecke außer Betrieb) · Bahnhof (Strecke außer Betrieb) | 0,0                      | Lüchow Süd, Lüchow          | Lüchow Süd, Lüchow          |
| Strecke (außer Betrieb) · Strecke nach links (außer Betrieb) |                          | nach Dannenberg             | nach Dannenberg             |
| Bahnhof (Strecke außer Betrieb) | 3,8                      | Woltersdorf (Kr Dannenberg) | Woltersdorf (Kr Dannenberg) |
| Bahnhof (Strecke außer Betrieb) | 6,1                      | Oerenburg                   | Oerenburg                   |
| Haltepunkt / Haltestelle (Strecke außer Betrieb) | 7,3                      | Thurau                      | Thurau                      |
| Bahnhof (Strecke außer Betrieb) | 9,6                      | Lichtenberg (Kr Dannenberg) | Lichtenberg (Kr Dannenberg) |
| Bahnhof (Strecke außer Betrieb) | 12,2                     | Schweskau                   | Schweskau                   |
| Haltepunkt / Haltestelle (Strecke außer Betrieb) | 13,6                     | Prezier                     | Prezier                     |
| Bahnhof (Strecke außer Betrieb) | 14,7                     | Großwitzeetze               | Großwitzeetze               |
| Haltepunkt / Haltestelle (Strecke außer Betrieb) | 16,2                     | Bockleben                   | Bockleben                   |
| Kopfbahnhof Streckenende (Strecke außer Betrieb) | 17,2                     | Schmarsau (Lemgow)          | Schmarsau (Lemgow)          |

Logo Lüchow-Schmarsauer Eisenbahn GmbH von 2023

Die Lüchow-Schmarsauer Eisenbahn GmbH (LSE) ist eine niedersächsische Gesellschaft, die von 1911 bis 1998 die Eisenbahnstrecke von Lüchow nach Schmarsau betrieb. Zwischenzeitlich war sie als Busunternehmen für eine einzelne Linie zuständig, seit 2018 obliegt ihr im Rahmen einer Direktvergabe der gesamte Busverkehr in Aufgabenträgerschaft des Landkreises Lüchow-Dannenberg. 

## Geschichte der Bahnstrecke
Die Gesellschaft wurde am 16. April 1910 als Kleinbahn Lüchow–Schmarsau GmbH gegründet. Hauptgesellschafter waren der preußische Staat, die Provinz Hannover, deren Anteile 1945 auf das Land Niedersachsen übergingen, sowie der ehemalige Kreis Lüchow. Der Landkreis Lüchow-Dannenberg ist heute alleiniger Gesellschafter. 
Sie eröffnete am 15. Dezember 1911 ihre normalspurige Strecke, die sich vom Bahnhof Lüchow Süd – nahe dem Staatsbahnhof der Bahnstrecke Salzwedel–Dannenberg – in südöstlicher Richtung durch die Landschaft Lemgow im Süden des Wendlandes zwischen Elbe und Jeetzel bis zum Endpunkt in der Ortschaft Schmarsau hinzog. Sie war 17 Kilometer lang. Eine ursprünglich vorgesehene Verlängerung über Schrampe nach Arendsee (Altmark) wurde nicht realisiert. 
Die Betriebsführung lag ab 1. April 1932 in den Händen des Landeskleinbahnamtes in Hannover, des späteren Niedersächsischen Landeseisenbahnamtes. Nach seiner Schließung führten vom 1. Oktober 1959 bis 1. April 1969 die Osthannoverschen Eisenbahnen AG (OHE) den Betrieb, seitdem hat die Kreisverwaltung die Betriebsführung für den Restverkehr gehabt.
1914 wurden 63.472 Personen und 19.667 t Güter befördert. Der Güterverkehr hatte seinen Schwerpunkt in der Zuckerrüben- und Kartoffelabfuhr im Herbst und dem Transport von Schweinen, Rindern und Pferden. Außerdem beförderte die Lüchow–Schmarsauer Eisenbahn Anfang der 1920er Jahre täglich 35 Ladungen Raseneisenerz, welches in der Nähe von Simander abgebaut wurde. Der Abbau dieses minderwertigen Erzes wurde allerdings wieder eingestellt, als die Hüttenwerke im Ruhrgebiet wieder Rohstoffe aus dem Ausland beziehen konnten.  Auch der Graf von Bernstoff profitierte von der Bahn, da er jährlich etwa 1000–1500 Festmeter Holz aus dem Gartower Forst zum Lüchower Bahnhof bringen konnte. Verladebahnhöfe befanden sich in Großwitzeetze und Oerenburg.
Im Jahre 1918 war ein schmalspuriges Nebengleis von Oerenburg bis Schnackenburg in Planung. Die aus Heeresbeständen zu liefernden Schienen sollten zwischen Trebel und Gartow parallel zur heutigen B 493 auf dem seitlichen Sandweg verlegt werden. Das Vorhaben wurden wegen der Waldbrandgefahr und aus wirtschaftlichen Erwägungen zugunsten einer privat betriebenen Waldbahn entlang der Wirler Chaussee aufgegeben.
Die Umorientierung der Verkehrsströme nach 1945 durch die Innerdeutsche Grenze, die die bisherigen Verbindungen nach Osten abschnitt, brachte zunächst einen Aufschwung im Personenverkehr, der aber durch den hohen Anteil des Schülerverkehrs unrentabel blieb. Der Verkehr war nie sehr bedeutend, ein tägliches Güterzugpaar und drei bis vier Personenzugpaare waren die Regel. Seit 10. November 1952 ergänzte ein bahneigener Omnibusverkehr die Personenbeförderung, der auch noch heute (2016) betrieben wird. 

Historisches Logo Lüchow-Schmarsauer Eisenbahn von 2022

Obwohl die Deutsche Bundesbahn den Bahnhof Lüchow von 1960 bis 1965 im Personenverkehr nicht mehr auf der Schiene bediente, wurde der Personenverkehr der LSE erst am 31. März 1969 aufgegeben, gleichzeitig beschränkte sich seitdem der Güterverkehr auf die Bedienung der Anschlussgleise in Lüchow, bis der Güterverkehr der Deutschen Bahn zwischen Dannenberg (Elbe) und Lüchow am 30. Juni 1998 eingestellt wurde.

## Anlagen
In Lüchow und Schmarsau gab es massive Empfangsgebäude, kleinere in Oerenburg und Woltersdorf. In Schmarsau war auch ein Lokschuppen vorhanden. 
Das Bahnhofsgebäude Lüchow Süd wurde im April 2003 abgerissen, um dort einen Parkplatz für einen Baumarkt zu errichten. Die LSE unterhielt bis zum 6. Oktober 2006 noch ein Übergabegleis zum heutigen Schienennetz der Deutschen Regionaleisenbahn GmbH (DRE). Seitdem ist die LSE ein reines Busunternehmen.

## Fahrzeuge

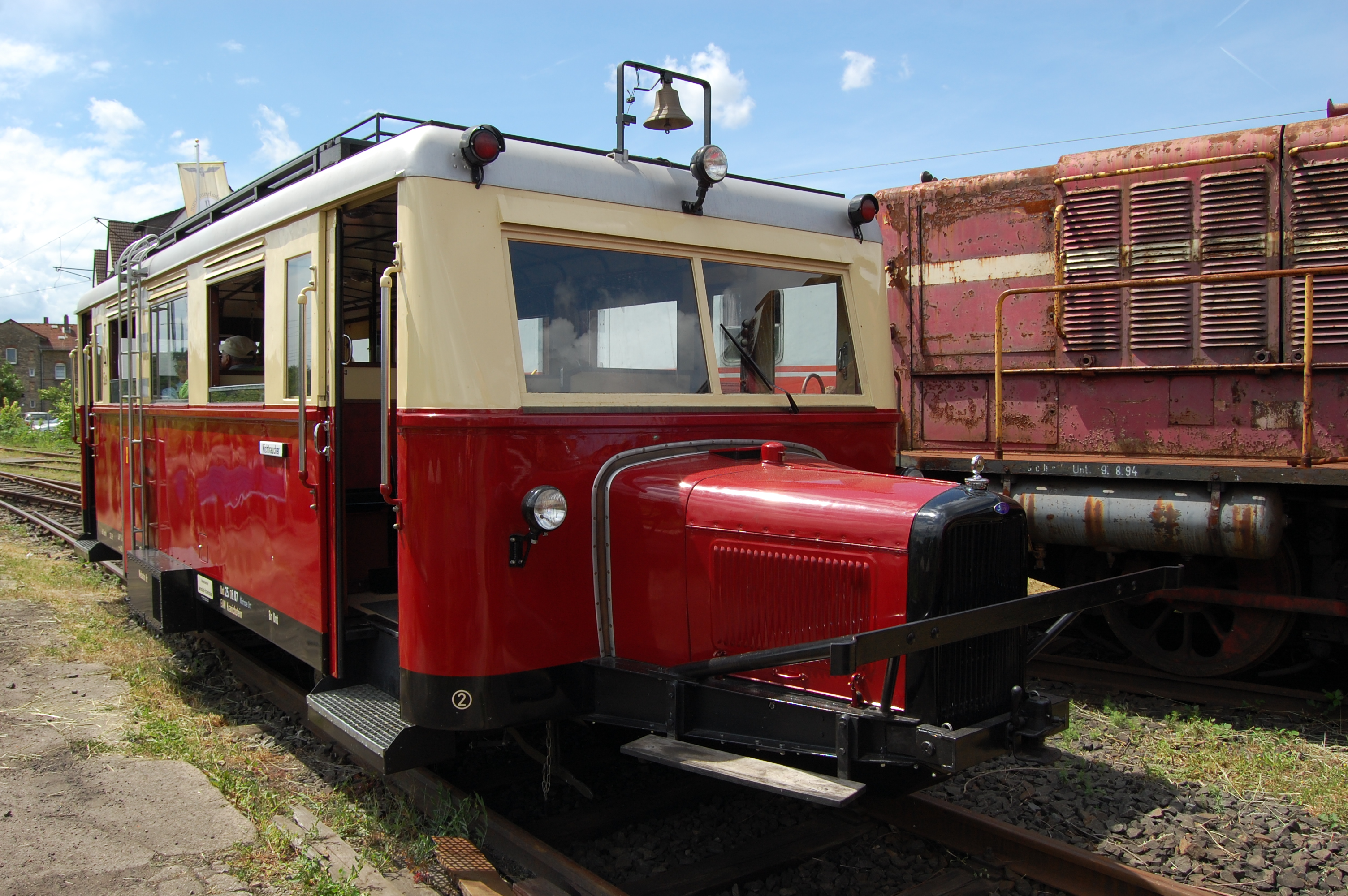
T 141, ehemals T 1, im Eisenbahnmuseum Darmstadt-Kranichstein

Der Verkehr wurde zunächst mit zwei Dampflokomotiven bewältigt, die 1961/1962 ausgemustert wurden. 1933 wurde der erste Triebwagen, ein Wismarer Schienenbus, beschafft. Ein zweiter, vierachsiger Triebwagen (Betriebsnummer T 156) mit bewegter Vergangenheit kam 1954 gebraucht hinzu. 1961 wurde die erste Diesellok, eine V 20, ebenfalls gebraucht gekauft. Ab 1975 war nur noch ein Zweiwegefahrzeug vorhanden, das bis 1996 eingesetzt wurde.
Der Wismarer Schienenbus ist im Eisenbahnmuseum Darmstadt-Kranichstein erhalten. Der Triebwagen T 156 wurde 1970 verschrottet, die Diesellok 1975 nach Italien verkauft.
Ein dreiachsiger Packwagen der LSE ist mit der Nummer 1252 beim Verein Verkehrsamateure und Museumsbahn in Schönberger Strand erhalten.